# Delémont
Delémont ([dəlemɔ̃]; en alemán Delsberg, en romanche Delemunt) es una ciudad y comuna suiza capital del cantón del Jura y del distrito de Delémont. Limita al norte con la comuna de Mettembert, al noreste con Soyhières, al este con Courroux, al sur con Courrendlin, Rossemaison y Courtételle, y al oeste con Develier y Bourrignon.
La ciudad es famosa por ser la sede central de las navajas suizas Wenger, una de las dos marcas principales de navajas suizas del país.

## Población
Con más de 11 000 habitantes Delémont es la mayor ciudad del cantón del Jura. El 84,3% de sus habitantes son francófonos, mientras que el 4% y el 3,1% son de lengua italiana y alemana, respectivamente (datos de 2000). En 1970 la ciudad alcanzó el mayor número de habitantes, con 11 797.